# Diecezja Limerick
Diecezja Limerick (ang. Diocese of Limerick, irl. Deoise Luimnigh, łac. Dioecesis Limericiensis) – diecezja Kościoła katolickiego w Irlandii w metropolii Cashel-Emly.